# Brett Fancy
Brett Fancy (* 4. Januar 1964 in Portsmouth, Hampshire, England) ist ein britischer Film- und Fernsehschauspieler.

## Karriere

### Theater
Er arbeitete intensiv an Theaterproduktionen in Chichester, Watford, Bristol und in Clwyd mit.

### TV-Karriere
Fancy spielte in britischen Programmen in verschiedenen Gastrollen. Er hatte unter anderem Auftritte in: Gerichtsmediziner Dr. Leo Dalton, Hustle – Unehrlich währt am längsten, Holby, Casualty und The Vet. Fancy hat eine wiederkehrende Rollen in der BBC-Serie EastEnders als Bird Meadows und spielt regelmäßig in Serien wie Rockcliffs Babies, Square Deal, Brighton Boy und Last Salute mit.

### Film
Sein erster Film war How's Business, im Jahre 1991. Fancy spielte sowohl im Film Paparazzo, als auch in Life in the Ring. In dem Film Outpost – Zum Kämpfen geboren spielt er Taktarov, einen Söldner, der mit einem Team von Söldnern in einen Bunker in Osteuropa eindringt, der aus der Zeit des Zweiten Weltkriegs stammt. Er spielte außerdem den Serienmörder im Film 'Kill me now', der 2012 uraufgeführt wurde.

## Filmografie (Auswahl)
- 1992–2007: The Bill (Fernsehserie, 5 Folgen)
- 1992–2009: EastEnders (Fernsehserie, 11 Folgen)
- 1996: Casualty (Fernsehserie, 1 Folge)
- 2005: Gerichtsmediziner Dr. Leo Dalton (Silent Witness, Fernsehserie, 1 Folge)
- 2005: Hustle – Unehrlich währt am längsten (Hustle, Fernsehserie, 1 Folge)
- 2006: Inspector Lynley (The Inspector Lynley Mysteries, Fernsehserie, 1 Folge)
- 2008: Outpost – Zum Kämpfen geboren (Outpost)
- 2010, 2014: Doctors (Fernsehserie, 2 Folgen)
- 2011: Luther (Fernsehserie, 1 Folge)
- 2015: New Tricks – Die Krimispezialisten (New Tricks, Fernsehserie, 1 Folge)
- 2020: Big Boys Don’t Cry